# I típusú német tengeralattjáró
Az I típusú német tengeralattjárók voltak az első német tengeralattjárók, melyeket az első világháború után építettek. A Kriegsmarine-nak szüksége volt olyan tengeralattjárókra, melyek képesek ellátni feladataikat az óceánon is. Mindössze két darab IA típusú U-boot készült el, de a további gyártást politikai okokból állították le, nem pedig a konstrukció hibái miatt. Bár komolyabb tervezési hibájuk nem volt ezeknek a tengeralattjáróknak, kezelésük nehézkes volt lassú merülésük és alacsony stabilitásuk miatt. Az I típust az Ingenieurskantoor voor Scheepsbouw (hajótervező mérnökiroda) tervei alapján készítették, csakúgy mint a szovjet S osztályú tengeralattjárókat. Később az I típus szolgált többek közt a VII és az IX típusú U-bootok alapjául.
Az első I típusú tengeralattjárót a AG Weser brémai hajógyárában építették, majd 1936. február 14-én bocsátották vízre. A két legyártott U-boot, az U-25 és az U-26, főként csak kiképzőhajóként és a náci propaganda eszközeként szolgált. 1940-ben a tengeralattjárókat hadrafogták, a rendelkezésre álló tengeralattjárók szűkössége miatt. Mindkét U-boot rövid de sikeres pályafutást futott be. Az U-25 öt őrjáraton vett részt, melyek során nyolc ellenséges hajót süllyesztett el. 1940. augusztus 3-án, egy norvégiai, aknatelepítő küldetés során aknának ütközött, majd a legénység minden tagjával a tenger fenekére süllyedt.
Az U-26 nyolc őrjáraton vett részt. Már első, aknatelepítő küldetésén három szállítóhajót elsüllyesztett, valamint egy brit hadihajót megrongált. Második háborús őrjáratán, az U-26 vált az első német tengeralattjáróvá, amely behajózott a Földközi-tengerre. Ezt követően három újabb őrjáraton is részt vett, melyek során négy további hajót elpusztított. Nyolcadik őrjáratán, az U-26-nak, újabb három kereskedelmi hajót sikerült elsüllyesztenie, és egyet megrongálnia. Az utolsó hajó megtámadását követően két brit hadihajó mélységi bombákkal támadta a német tengeralattjárót. Az U-26 képtelen volt lemerülni, ezért fel kellett jönnie a felszínre, ahol egy Short Sunderland típusú repülőgép bombázni kezdte a tengeralattjárót. Az U-boot legénysége elsüllyesztette a tengeralattjárót, majd a szövetségesek hadihajói felvették őket.

## Általános jellemzők
- Vízkiszorítás: 862 t a felszínen, 982 t lemerülve
- Hossz: 72,5 m
- Szélesség: 6,2 m
- Merülés: 4,3 m
- Teljesítmény: 3080 Le a felszínen, 1000 Le lemerülve
- Sebesség: 18,6  csomó a felszínen, 8,3 csomó lemerülve
- Hatótávolság:
  - Felszínen: 14 615 km 10 csomós (18,5 km/h) sebesség mellett,
  - Lemerülve: 144 km 4 csomós (7,4 km/h) sebesség mellett
- Torpedó vetőcsövek: 4 elöl, 2 hátul
- Torpedók: 14 db
- Aknák: 28 db
- Legénység: 44 – 46 fő
- Ágyúk: 1 db 105 mm-es ágyú, 1 db 20 mm-es légvédelmi ágyú
- Maximális mélység: 200 m